# Небезпека з громової гори
Небезпека з громової гори (англ. The Perils of Thunder Mountain) — американський пригодницький бойовик режисера Роберта Н. Бредбері 1918 року.

## Сюжет

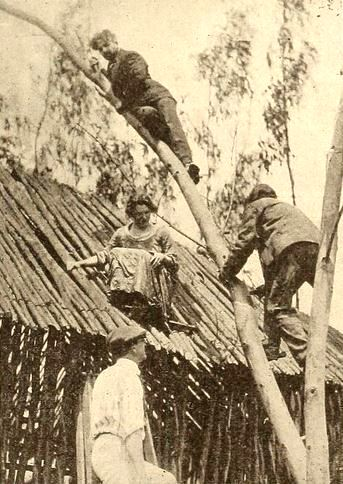
Антоніо Морено і Керол Холлоуей в сцені з фільму

## У ролях
- Антоніо Морено — Джон Девіс
- Керол Холлоуей — Етель Карр
- Кейт Прайс
- Джордж Стенлі
- Альфред Раньє
- Чарльз Річ